# Fengyun
Fengyun (FY) (chinesisch 風雲 / 风云, Wind und Wolken) ist die Bezeichnung für die Wettersatelliten des Nationalen Zentrums für Satellitenmeteorologie der Volksrepublik China, alle von der Shanghaier Akademie für Raumfahrttechnologie hergestellt, wobei die Instrumente vom Shanghaier Institut für technische Physik der Chinesischen Akademie der Wissenschaften beigesteuert werden. Die Satelliten der FY-3-Serie sind in einem polaren, sonnensynchronen Orbit stationiert (die ab 1988 ebenfalls in einem derartigen Orbit fliegenden Satelliten der ersten Serie sind mittlerweile alle außer Dienst), die Satelliten der FY-2- und FY-4-Serien in einem geostationären Orbit. Die meteorologischen Satelliten liefern Daten für die Ozeanographie, Land- und Forstwirtschaft, Hydrologie, Luft- und Schifffahrt, den Umwelt- und Katastrophenschutz und die nationalen Verteidigung. Die neueste Satelliten sind in der Lage rund um die Uhr und bei jedem Wetter Daten z. B. über Stürme, Regenfälle, Gewitter und Hagelstürme zu liefern. Darüber hinaus überwachen sie die Entwicklung von Sandstürmen und können Messungen der Luftqualität liefern.
Bekannt wurde die Serie am 11. Januar 2007 als Fengyun-1C durch einen chinesischen Antisatellitenraketentest in der Umlaufbahn zerstört wurde.

## Technik

### Fengyun 1
Die Entwicklung der Fengyun-Wettersatelliten begann 1970, während der Kulturrevolution, Fengyun-1A startete am 6. September 1988. Die Satelliten Fengyun-1A und 1B waren quaderförmige Satelliten mit einer Größe von 1,4 m × 1,4 m Grundfläche. Die Höhe betrug bei Fengyun-1A 1,2 m und 1,8 m Fengyun-1B. Fengyun 1C/D hatten eine Größe von ungefähr 2 m × 2,00 m × 2,21 m. Die Energieversorgung der dreiachsenstabilisierten Satelliten erfolgte über zwei 3,5 m lange Solarzellenausleger mit insgesamt 800 W Leistung und Nickel-Cadmium-Akkus. Die Masse der Satelliten stieg von 750 kg bei Fengyun-1A auf 960 kg bei Fengyun-1D. Fengyun-1A und -1B waren mit einem Fünfkanalradiometer ausgestattet. Bei Fengyun-1C und -1D kam ein weiterentwickeltes Zehnkanalradiometer zum Einsatz. Dieses hatte eine Auflösung von 1,1 km pro Bildpunkt und eine Schwadbreite von 2860 km. Die Übertragung der Aufnahmen erfolgte im selben Format wie bei den NOAA-Satelliten und erfolgte bei Fengyun 1A/B auf einer Frequenz von 137 MHz, während Fengyun 1C/D auf 1700,42 MHz sendeten (Datenrate beträgt 1,3308 Mbps mit PSK-Modulation).
| Kanal | Spektralbereich      | Farbbereich            | Aufgabe                                                                        |
| ----- | -------------------- | ---------------------- | ------------------------------------------------------------------------------ |
| 1     | 0,58 µm bis 0,68 µm  | Gelb bis Rot           | Abgrenzung von anderer Vegetation                                              |
| 2     | 0,72 µm bis 1,10 µm  | Rot bis Nahes Infrarot | im Maximum der Chlorophyllreflexion, für Vitalitätsuntersuchungen von Pflanzen |
| 3     | 3,50 µm bis 3,90 µm  | Infrarot               | Darstellung von Hot Spots                                                      |
| 4     | 10,3 µm bis 11,3 µm  | Thermisches Infrarot   | thermale Eigenstrahlung der Erde                                               |
| 5     | 11,5 µm bis 12,5 µm  | Thermisches Infrarot   | thermale Eigenstrahlung der Erde                                               |
| 6     | 1,58 µm bis 1,64 µm  | Nahes Infrarot         | Trennung von Schnee und Eis                                                    |
| 7     | 0,43 µm bis 0,48 µm  | Blau                   | Darstellung der Meeresfarbe                                                    |
| 8     | 0,48 µm bis 0,53 µm  | Blau bis Grün          | Darstellung der Meeresfarbe                                                    |
| 9     | 0,53 µm bis 0,58 µm  | Grün bis Gelb          | Darstellung der Meeresfarbe                                                    |
| 10    | 0,90 µm bis 0,965 µm | Nahes Infrarot         | Darstellung von eisenhaltigem Gestein und Wasserdampf                          |

### Fengyun 2

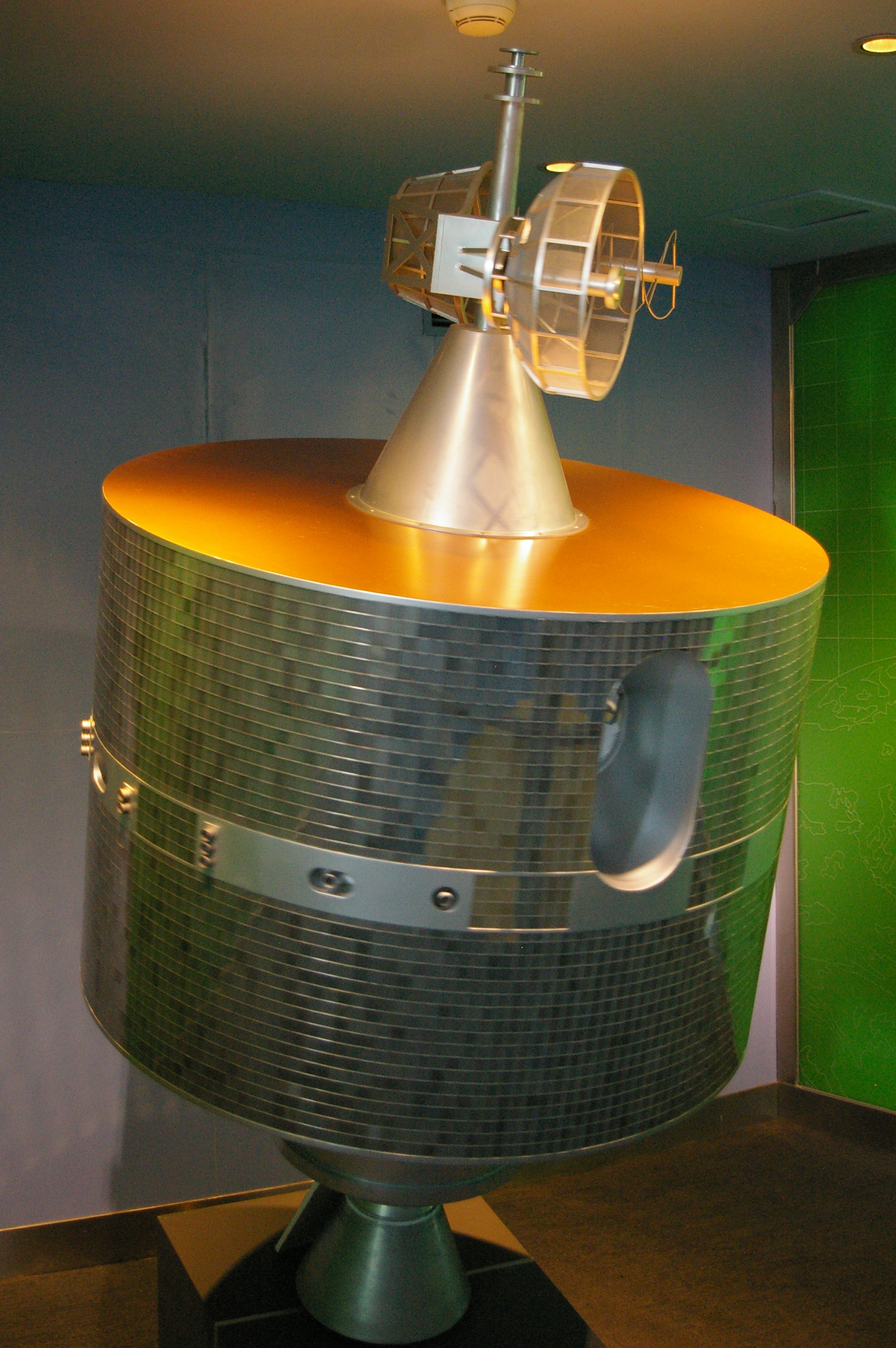
Modell von Fengyun-2.

Die Satelliten der Fengyun-2-Serie sind spinstabilisierte, geostationäre Satelliten von zylindrischem Aussehen mit einem Durchmesser von 2,1 m und einer Höhe von 2,1 m (4,5 m mit Antennen). Die Nutzlast besteht aus einem Radiometer im sichtbaren und Infrarotbereich und Übertragungssystemen im S- und UHF-Band. Das Radiometer hat eine Auflösung von 1,25 km im sichtbaren und 5 km im Infrarotbereich. Die Startmasse beträgt zwischen 1250 kg (FY-2B) und 1380 kg (FY-2C). Der erste Satellit der Baureihe ging am 2. April 1994 verloren als die Trägerrakete vom Typ CZ-3 auf der Startrampe Feuer fing und explodierte.

### Fengyun 3
Die seit 1998 in Entwicklung befindlichen Satelliten der Fengyun-3-Serie ersetzten ab 2008 schrittweise die Fengyun-1-Serie und sind ebenso wie diese auf polaren sonnensynchronen Bahnen stationiert. Die dreiachsenstabilisierten Satelliten sind mit bis zu elf Instrumenten (darunter optische Radiometer, Infrarotspektrometer, Mikrowellenthermo- und -hygrometer und UV-Detektoren zur Vermessung der Ozonschicht und Strahlungsmessgeräten) ausgerüstet und besitzen eine Startmasse von etwa 2,5 t. Die optischen Sensoren verfügen über eine Schwadbreite von 2.400 km und eine Auflösung von 250 m. Sie besitzen für die Datenübertragung zwei X-Band- (einer für Echtzeitübertragung) und einen L-Band-Transmitter (ebenfalls Echtzeit).
Während zum Beispiel die europäischen MetOp-Satelliten den Äquator immer am Vormittag überfliegen, und der amerikanische Suomi NPP, wie auch Fengyun-3B, immer am Nachmittag, nahm der am 4. Juli 2021 gestartete Fengyun-3E eine sogenannte Terminator-Bahn ein, bei der der Satellit den Äquator immer um 05:30 Ortszeit von Norden nach Süden überfliegt. Damit war FY-3E der weltweit erste zivile Wettersatellit in einer derartigen Umlaufbahn.
Fengyun-3E wird durch drei weitere Satelliten der Fengyun-3-Serie ergänzt, zwei davon in polaren sonnensynchronen Bahnen, einer (Fengyun-3F) als Ersatz für den 2013 gestarteten Fengyun-3C den Äquator am Vormittag überfliegend, einer (Fengyun-3H) am Nachmittag, während der dritte (Fengyun-3G) auf einer um 50° zum Äquator geneigten Umlaufbahn von 414 km Höhe Niederschlagsmengen misst.
Mit vier Instrumenten kann Fengyun-3G ein dreidimensionales Bild von Starkregenfällen in mittleren und niedrigen Breitengraden rund um die Erde erstellen.

### Fengyun 4

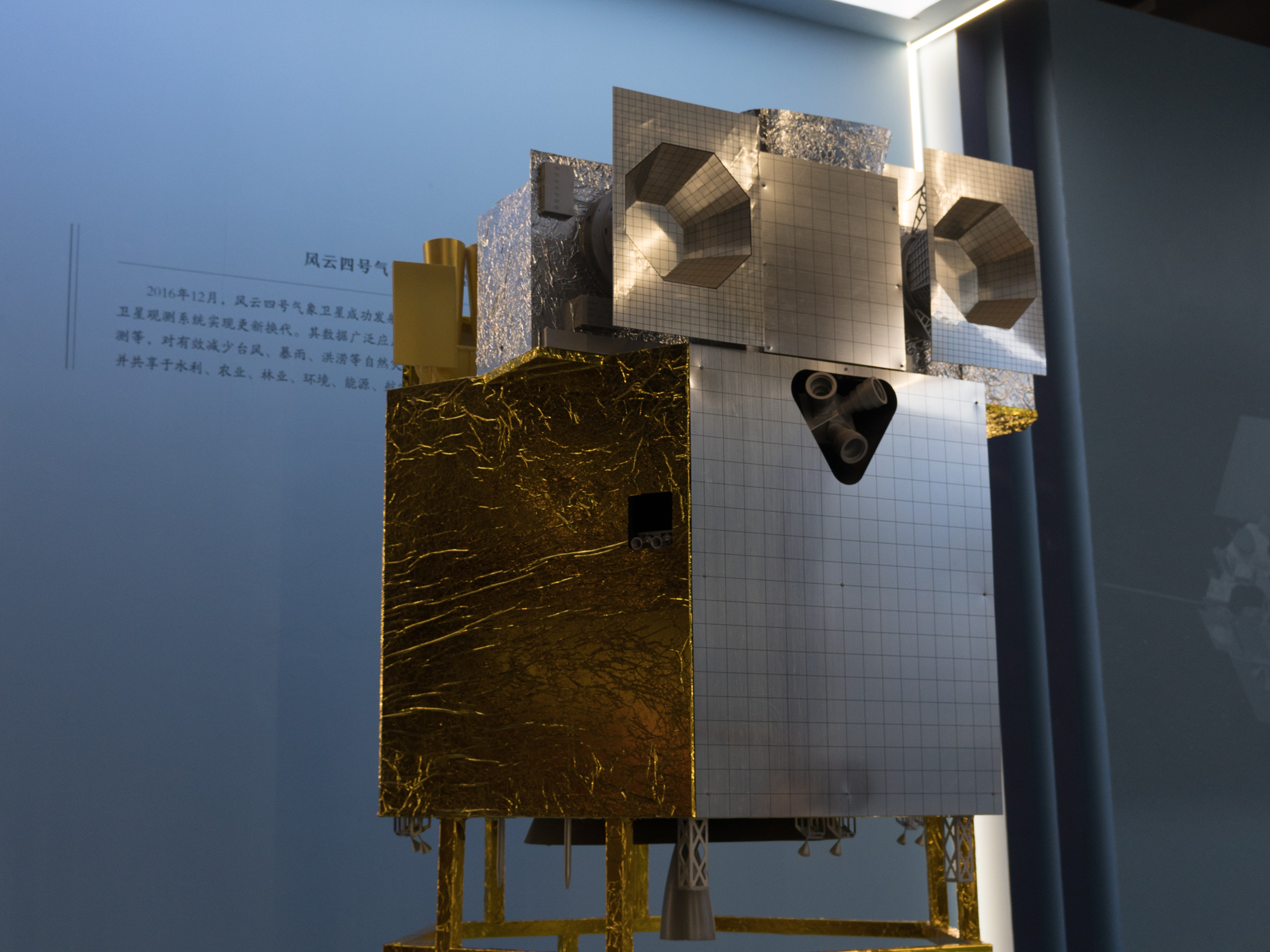
Modell von Fengyun-4A

Die neuere Fengyun-4-Serie soll langfristig die Wettersatelliten der Fengyun-2-Serie ersetzen, die auf geostationären Bahnen stationiert sind. Die Satelliten haben eine Masse von 5300 kg. Der Start von Fengyun-4A, bei dem zunächst die neuen Messgeräte erprobt wurden, erfolgte am 10. Dezember 2016, der Start der verbesserten Version Fengyun-4B am 2. Juni 2021.
Fengyun-4A und Fengyun-4B, der speziell für schnelle Datensammlung über kurzfristige Phänomene wie Taifune und Sandstürme ausgelegt ist, sollen nun in einer Konstellation zusammenwirken.
Fengyun-4A ist bei 104° östlicher Länge um Sichuan zentriert, Fengyun-4B bei 123,5° um Shanghai, was eine „Aufgabenteilung“ und damit eine höhere Abtastfrequenz ermöglicht. Dies verbessert die Effizienz bei der Beobachtung des Entstehens, der Entwicklung und des Verschwindens von Extremwetterereignissen sowie die Vorhersage von Folgekatastrophen wie Überschwemmungen.
Im Falle von Taifunen etc. übernimmt Fengyun-4A die Beobachtung des gesamten Staatsgebiets, während Fengyun-4B mit seiner Hochgeschwindigkeitskamera dem Wirbelsturm in Echtzeit folgt. Fengyun-4A nimmt alle fünf Minuten Bilder mit einer Auflösung von 500 m auf, Fengyun-4B im Minutentakt Bilder mit einer Auflösung von 250 m.

## Bisherige Satelliten
| Start              | Satellit   | Trägerrakete | Orbit           | im Einsatz                                                             |
| ------------------ | ---------- | ------------ | --------------- | ---------------------------------------------------------------------- |
| 6. September 1988  | Fengyun-1A | LM-4A        | SSO             | Nein (Lebensdauer nur 38 Tage)                                         |
| 3. September 1990  | Fengyun-1B | LM-4A        | SSO             | Nein (Lebensdauer etwa 1 Jahr)                                         |
| 10. Juni 1997      | Fengyun-2A | LM-3         | GEO 105°E       | Nein (Lebensdauer 3 Jahre, aber mehrmals zwischenzeitlich ausgefallen) |
| 10. Mai 1999       | Fengyun-1C | LM-4B        | SSO             | Nein (2007 durch Antisatellitentest zerstört)                          |
| 25. Juni 2000      | Fengyun-2B | LM-3         | GEO 105°E       | Nein (Lebensdauer 3 Jahre)                                             |
| 15. Mai 2002       | Fengyun-1D | LM-4B        | SSO             | Nein (Lebensdauer 10 Jahre)                                            |
| 19. Oktober 2004   | Fengyun-2C | LM-3A        | GEO 105°E       | Nein (am 13. Dezember 2014 in einen Friedhofsorbit gesteuert)          |
| 8. Dezember 2006   | Fengyun-2D | LM-3A        | GEO 86,5°E      | Nein (Instrumente am 30. Juni 2015 abgeschaltet)                       |
| 27. Mai 2008       | Fengyun-3A | LM-4C        | SSO             | Nein (Instrumente am 11. Februar 2018 abgeschaltet)                    |
| 23. Dezember 2008  | Fengyun-2E | LM-3A        | GEO 87,0°E      | Nein (Instrumente am 11. Januar 2019 abgeschaltet)                     |
| 4. November 2010   | Fengyun-3B | LM-4C        | SSO             | Nein (Instrumente am 1. Juni 2020 abgeschaltet)                        |
| 13. Januar 2012    | Fengyun-2F | LM-3A        | GEO 112°E       | Nein (Instrumente am 1. April 2022 abgeschaltet)                       |
| 23. September 2013 | Fengyun-3C | LM-4C        | SSO             | Ja, aber mit reduzierter Leistung                                      |
| 31. Dezember 2014  | Fengyun-2G | LM-3A        | GEO 99,5°E      | Ja                                                                     |
| 10. Dezember 2016  | Fengyun-4A | LM-3B        | GEO 104°E       | Ja                                                                     |
| 14. November 2017  | Fengyun-3D | LM-4C        | SSO             | Ja                                                                     |
| 5. Juni 2018       | Fengyun-2H | LM-3A        | GEO 79,0°E      | Ja                                                                     |
| 2. Juni 2021       | Fengyun-4B | LM-3B        | GEO 133°E       | Ja                                                                     |
| 4. Juli 2021       | Fengyun-3E | LM-4C        | Terminator-Bahn | Ja                                                                     |
| 16. April 2023     | Fengyun-3G | LM-4B        | 414 km, 50°     | Ja                                                                     |
| 3. August 2023     | Fengyun-3F | LM-4C        | SSO             | Ja                                                                     |